# Incantation
Incantation este o formație americană de death metal înființată de John McEntee și Paul Ledney în 1989. Este unul dintre liderii scenei newyorkeze de death metal alături de Suffocation, Mortician⁠(d) și Immolation, cu toate că în prezent formația s-a relocat în Johnstown, Pennsylvania⁠(d). Pe parcursul activității sale, grupul a lansat zece albume de studio, două albume live, patru extended play-uri, trei albume split⁠(d), trei albume demo și un DVD. Cel mai recent album al formației - Sect of Vile Divinities⁠(d) - a fost lansat în august 2020 prin intermediul casei de discuri Relapse Records⁠(d). Incatation a reprezentat o influență puternică asupra unor formații de death metal precum Dead Congregation⁠(d), Grave Miasma și Portal⁠(d), reprezentante ale unui nou subgen intitulat „death metal cavernos”. Versurile formației abordează subiecte anticreștine, satanice și oculte.
Componența formației s-a schimbat de nenumărate ori pe parcursul celor 34 de ani de activitate, chitaristul/vocalistul McEntee fiind unicul membru original. Totuși, bateristul Kyle Severn a contribuit la fiecare album de studio începând cu Diabolical Conquest⁠(d). Primele două albume de studio - Onward to Golgotha⁠(d) și Mortal Throne of Nazarene⁠(d) - au fost înregistrat cu Craig Pillard la voce. După lansarea EP-ului Forsaken Mourning of Angelic Anguish în 1997, Pillard a părăsit formația și a fost înlocuit de Daniel Corchado, vocalistul The Chasm⁠(d). După lansarea albumului Diabolical Conquest⁠(d) în 1998, acesta a părăsit grupul. Vocalistul Mike Saez a cântat pe următoarele două albume - The Infernal Storm⁠(d) (2000) și Blasphemy⁠(d) (2002). Începând cu Decimate Christendom⁠(d), McEntee, unul dintre fondatori, a devenit vocalistul permanent al formației.

## Membrii formației
- John McEntee – chitară principală (1989–prezent), chitară ritmică (1990, 1994–1999, 2002–prezent), voce (2002–prezent)
- Kyle Severn – baterie (1994–1998, 2000–2007, 2009–prezent)
- Chuck Sherwood – chitară bas (2008–prezent)
- Luke Shively – chitară principală (2020–prezent)

### Foști membri
- Brett Makowski – chitară ritmică (1989–1990)
- Aragon Amori – chitară bas (1989–1990; died 1996)
- Paul Ledney – baterie, voce(1989–1990)
- Sal Seijo – baterie (1990)
- Peter Barnevic – baterie (1990)
- Will Rahmer – voce(1990)
- Ronnie Deo – chitară bas (1990–1992; mort 2022)
- Jim Roe – baterie (1990–1993, 2007–2008)
- Craig Pillard – voce, chitară ritmică (1990–1994)
- Dan Kamp – chitară bas (1993)
- Daniel Corchado – chitară bas, voce (1995–1998)
- Rob Yench – chitară bas (1998–2001)
- Mike Saez – voce, chitară ritmică (1998–2002)
- Joe Lombard – chitară bas (2001–2006; mort 2012)
- Alex Bouks – chitară principală (2008–2014)
- Sonny Lombardozzi – chitară principală (2014–2019)

## Discografie

### Albume
- Onward to Golgotha (1992)
- Mortal Throne of Nazarene (1994)
- Diabolical Conquest (1998)
- The Infernal Storm (2000)
- Blasphemy (2002)
- Decimate Christendom (2004)
- Primordial Domination (2006)
- Vanquish in Vengeance (2012)
- Dirges of Elysium (2014)
- Profane Nexus (2017)
- Sect of Vile Divinities (2020)

### Compilații
- XXV (2016)
- Unholy Massacre (2016)
- Tricennial of Blasphemy (2022)

### Albume live
- Tribute to the Goat (1997)
- Live Blasphemy in Brazil Tour 2001 (2001)
- Rotting Spiritual Embodiment (2017)

### Albume split
- Relapse Singles Series Vol.1 (2002)
- Relapse Singles Series Vol.3 (2004)
- Afterparty Massacre (2011)
- Reh & Live 1990 / Jesus Spawn (2013)

### Extended play
- Entrantment of Evil (1990)
- Deliverance of Horrific Prophecies (1991)
- The Forsaken Mourning of Angelic Anguish (1997)
- Blasphemous Cremation (2008)